# Mathias Hans Rosenørn

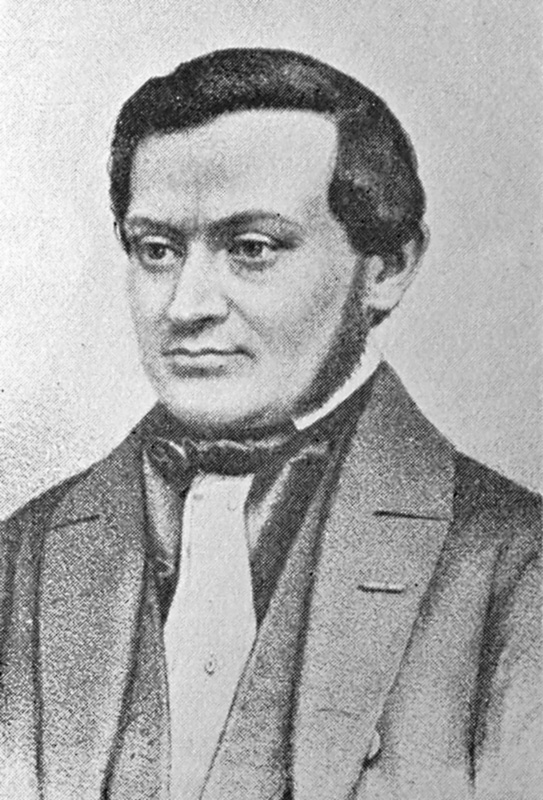
Marhias Hans Rosenørn.

Mathias Hans Rosenørn, född den 24 november 1814 i Randers, död den 30 mars 1902 i Köpenhamn, var en dansk statsman. 
Rosenørn blev 1847 stiftsamtman på Island, var maj 1849–juli 1851 inrikesminister och 1849–1853 folketingsman samt blev i januari 1852 kabinettssekreterare hos kungen, men avskedades ett år därefter, på grund av att han som nationalliberal i riksdagen röstat mot ministeriets förslag om tullgränsens flyttande från Eider till Elbe. Åren 1854–1885 var han amtman i Randers och 1861–1900 kunglig kommissarie vid de jylländska järnvägarna; vid sitt avsked 1885 fick han titeln geheimeråd. Åren 1856–1861 var han ledamot av riksrådet men deltog senare inte i det politiska livet. Rosenørn idkade flitigt historiska studier och utgav Grev Gert af Holstein og Niels Ebbesøn af Nørreris, 1–2 (1887–1901) samt Løsrevne Blade af Livsminder (1888).